# Brickell Key
Pour les articles homonymes, voir Brickell et Key.
Brickell Key ou Cloughton Island est une île artificielle créée en 1896, couverte d'un ensemble de gratte-ciel résidentiel, entre Miami et la presqu'île de Miami Beach en Floride aux États-Unis. 

## Histoire
Henry Morrison Flagler (considéré comme un des pères fondateurs de Miami) fait creuser en 1896 le canal de Miami (en) d'environ 3,7 m de profondeur sur 120 km de longueur, entre le Lac Okeechobee et la rivière Miami River de Miami, pour irriguer la zone agricole des Everglades (en). Deux îles artificielles Brickell d’extension du quartier Brickell de l'est de Miami, à l'embouchure de la rivière, dans la baie de Biscayne, sont alors créées avec les matériaux extraits de la rivière et du canal. 

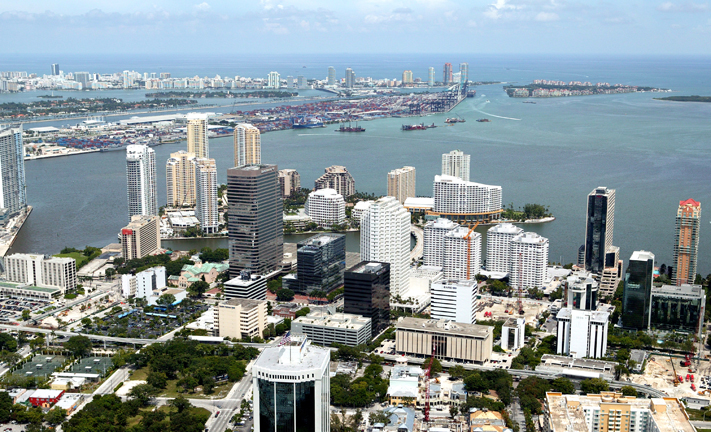
Vue sur Miami Beach depuis Miami
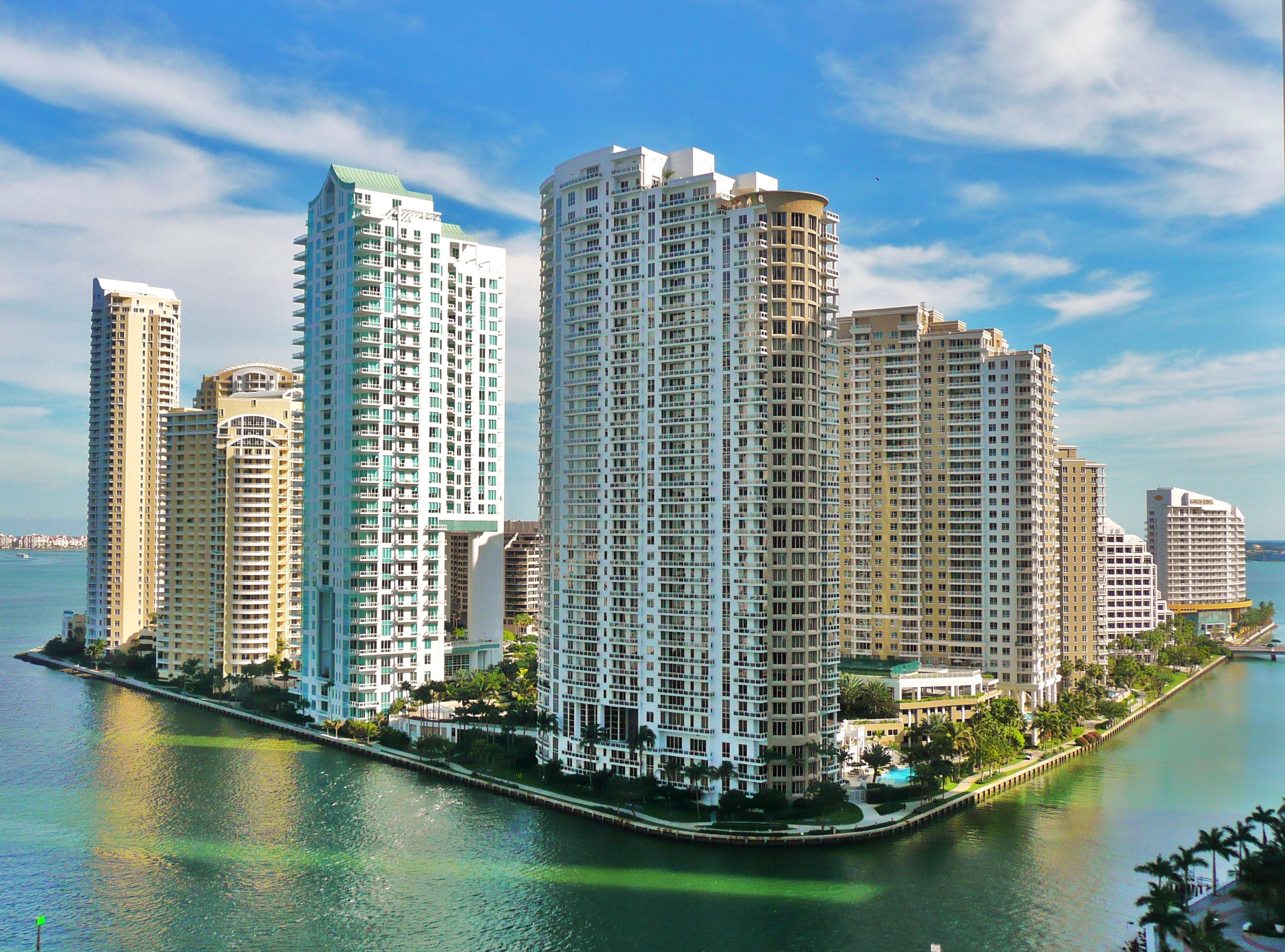

Le promoteur immobilier Edward Claughton achète les deux îles de Brickell Key en 1943, qu'il fusionne en une île triangulaire de 18 hectares, avant de la revendre en 1970 au promoteur immobilier Sawyer Real Estate qui y construit un ensemble de gratte-ciel résidentiel d’exception sur une surface étendue à 44 hectares, reliée à Miami par le pont Brickell key drive. Le Palace 5 étoiles Mandarin Oriental (en) est inauguré sur l’île en 2000.

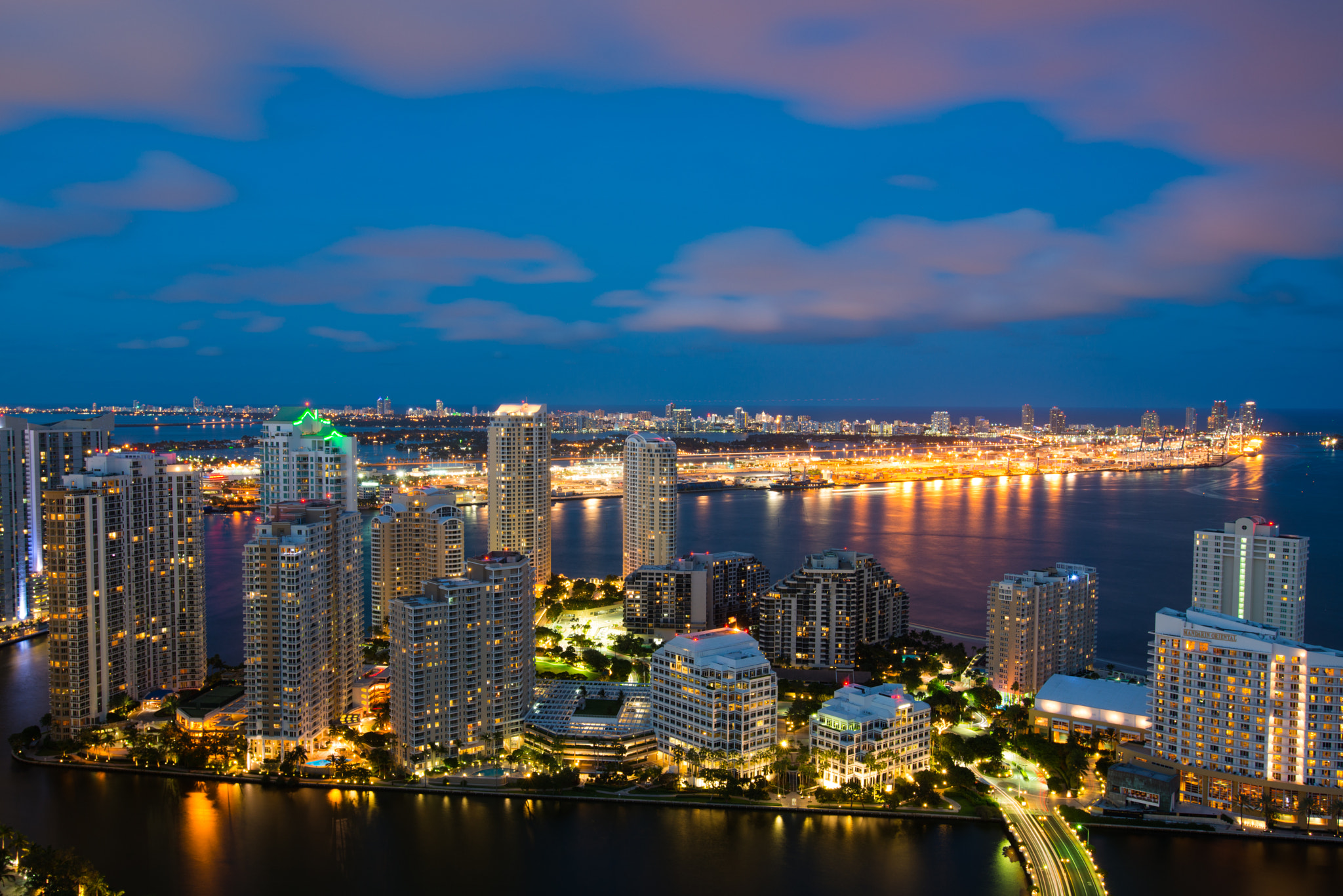
De nuit
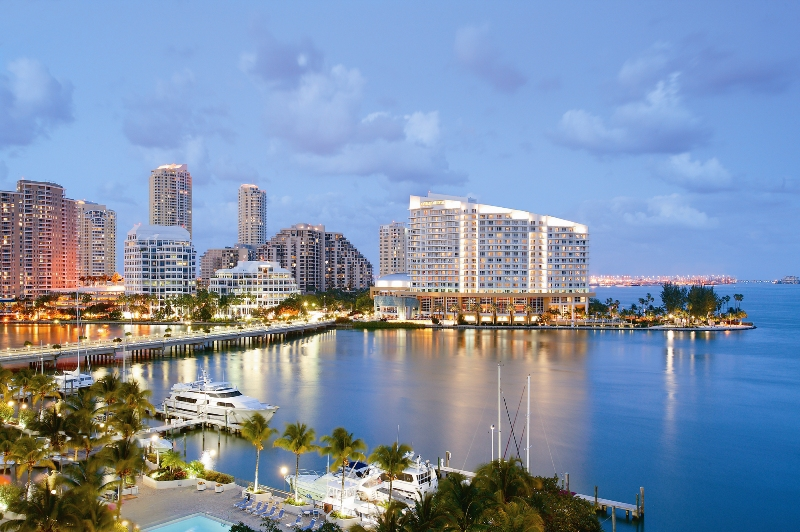
Palace Mandarin Oriental (en)

## Quelques autres îles de Miami
- Virginia Key
- Port de Miami
- Watson Island
- Îles Vénitiennes (Floride)